# Zbigniew Buski
Zbigniew Stanisław Buski (ur. 31 marca 1954 w Kazimierzy Wielkiej, zm. 10 marca 2025) – polski prawnik, publicysta i menadżer kultury. W latach 1999–2022 dyrektor Państwowej Galerii Sztuki w Sopocie.

## Życiorys
Urodził się w Kazimierzy Wielkiej na Kielecczyźnie. Ukończył studia na Wydziale Prawa i Administracji Uniwersytetu Wrocławskiego. Absolwent studiów podyplomowych na Uniwersytecie Warszawskim z kierowania działalnością społeczno-kulturalną, zarządzania organizacjami pozarządowymi oraz instytucjami w zakresie edukacji, kultury i pomocy społecznej. Ukończył także studia podyplomowe z zarządzania projektami finansowymi UE na Akademii Leona Koźmińskiego w Warszawie. Pracę zawodową rozpoczął na stanowisku referenta w Okręgowym Zarządzie Dochodów Państwa i Kontroli Finansowej w Wałbrzychu. Następnie pracował na stanowisku specjalisty ds. kultury oświatowej w Fabryce Porcelany w Wałbrzychu. W kolejnych latach pracował na stanowisku kierownika Oddziału Kieleckiego Domu Kultury w Kazimierzy Wielkiej. Pełnił także funkcję dyrektora Gminnych Ośrodków Kultury w Wierzchosławicach i Brzesku. Pod koniec lat 80. przeprowadził się do Suwałk, gdzie objął stanowisko dyrektora Ośrodka Regionalnego Kultury i Sztuki w Suwałkach. W 1992 został dyrektorem Wojewódzkiego Domu Kultury w Suwałkach (obecnie Suwalski Ośrodek Kultury). W 1997 zakończył pracę w Suwałkach i przeprowadził się do Sopotu, by objąć stanowisko głównego specjalisty w Państwowej Galerii Sztuki. Z czasem awansował na stanowisko wicedyrektora PGS Sopot. W 1999 został powołany przez prezydenta Sopotu Jacka Karnowskiego na stanowisko dyrektora tej instytucji. W 2022 przeszedł na emeryturę i z końcem marca zakończył sprawowanie funkcji dyrektora Państwowej Galerii Sztuki w Sopocie. Podczas niemal 23-letniej dyrekcji Zbigniewa Buskiego, Państwowa Galeria Sztuki stała się znaczącą i wysoko notowaną placówką kulturalną na mapie Polski.
Pełnił funkcję członka Zarządu Fundacji im. Daniela Chodowieckiego przy Akademii Sztuk Pięknych w Berlinie.
Zmarł 10 marca 2025 roku w wieku 70 lat. Ceremonia pogrzebowa odbyła się w Suwałkach 15 marca 2025. Tego samego dnia urna z prochami została pochowana w kolumbarium na cmentarzu komunalnym w Suwałkach, przy ul. M. Reja (sektor B1, rząd 2a, numer 8).

## Odznaczenia
- Złoty Krzyż Zasługi (za zasługi w działalności społeczno-kulturalnej, 7 lipca 2015)[14]